# روبرتو أساجيولي
روبرتو أساجيولي (27 فبراير 1888 - 23 أغسطس 1974) طبيب نفسي إيطالي، ورائد في مجالي علم النفس الإنساني وعلم النفس ما وراء الشخصي. أسس أساجيولي الحركة النفسية المعروفة باسم التركيب النفسي، والتي ما تزال قيد التطوير حتى اليوم على يد معالجين وعلماء نفس يمارسون الأساليب والتقنيات النفسية التي طورها.
تشمل أعماله المنشورة باللغة الإنجليزية أربعة كتب والعديد من الدراسات المنشورة ككتيبات، بالإضافة إلى العديد من المحاضرات والأوراق البحثية باللغة الإيطالية التي لم تُنشر بعد، ولكنها تُترجم إلى الإنجليزية وتُنشر على الإنترنت. ركّز نهجه في التركيب النفسي على إمكانية التكامل التدريجي (أي التوليف) للشخصية، وكذلك على تكاملها مع الذات العليا التي تنبع منها.
«التركيب النفسي هو مفهوم ديناميكي للحياة النفسية باعتبارها صراعًا بين تعدد القوى المتباينة والمتضاربة في كثير من الأحيان، ومركز موحد يهدف إلى إتقانها وتنظيمها بشكل متناغم».
بالإضافة إلى ذلك، فقد ثبت أن عمل أساجيولي قابل للتطبيق بشكل فعال في مجالات مثل العلاج النفسي، والطب، والتعليم، والتنمية التنظيمية، والتنمية المجتمعية، والحياة الروحية، وتحسين الذات الشخصية.
قال المؤلف بييرو فيروتشي: «على حد علمي، فإن روبرتو أساجيولي هو الشخص الوحيد الذي شارك شخصيًا وبنشاط في إطلاق ثورتين متميزتين وجوهريتين في علم النفس في القرن العشرين. كانت الثورة الأولى هي ولادة التحليل النفسي وعلم النفس العميق في بداية القرن: قدم أساجيولي، وهو طالب طب شاب آنذاك، أطروحته لنيل درجة الدكتوراه في الطب عن التحليل النفسي، وكتب في ياربوخ جنبًا إلى جنب مع فرويد ويونغ، وكان جزءًا من جمعية فرويد في زيورخ، وهي مجموعة رواد التحليل النفسي الأوائل. تركت فكرة العمليات اللاواعية في العقل انطباعًا دائمًا عليه، وهو انطباع طوره لاحقًا إلى مجموعة متنوعة من الفرضيات التي تتجاوز حدود التحليل النفسي التقليدي. كانت الثورة الثانية التي شارك فيها أساجيولي هي إنشاء علم النفس الإنساني وعلم النفس ما وراء الشخصي في الستينيات من القرن العشرين. كان إيه. إتش. ماسلو رائد هذه التطورات الجديدة. كانت الفكرة الرئيسية بسيطة: بدلًا من التركيز على علم الأمراض من أجل تعريف الكائن البشري (كما فعلت التحليلات النفسية في كثير من الأحيان)، أو على أوجه التشابه البنيوية بين الجهاز العصبي البشري والحيواني (كما اقترحت السلوكية)، فإن وجهة النظر الإنسانية والشخصية، في حين لم تنكر نتائج المدارس الأخرى، وضعت التركيز الرئيسي على سعي الكائن الحي إلى الكمال، وعلى إمكانات الإنسان للنمو، وتوسيع الوعي، والصحة، والحب، والفرح».

## التركيب النفسي

### الإلهام والتطوير
اشتهر أساجيولي بتأسيس وتطوير التركيب النفسي، وهو نهج روحي وشمولي في علم النفس، تطور من التحليل النفسي. استلهم أفكار فرويد عن اللاوعي ونظريات يونغ عن اللاوعي الجماعي، لكن مفاهيم التركيب النفسي تُشبه تلك الموجودة لدى الصوفيين المسيحيين، وفلسفة الفيدانتا واليوغا، والتصوف، ومجموعة واسعة من الأفكار الأخرى في الفلسفة وعلم النفس العملي. كان من أبرز تأثراته عالم النفس والفيلسوف الأمريكي ويليام جيمس.
تلقى أساجيولي تدريبًا في التحليل النفسي، لكنه لم يقتنع بما اعتبره نقصًا فيه ككل، فرأى أن الحب والحكمة والإبداع والإرادة من بين المكونات المهمة للشخصية التي لم تُدرج في التحليل النفسي. بدأ أساجيولي تطوير ما أصبح يُعرف لاحقًا بالتركيب النفسي عام 1906، عندما بدأ دراسته الرسمية في علم النفس. واصل عمله على التركيب النفسي حتى وفاته. من المعروف أن فرويد وأساجيولي تبادلا المراسلات، على الرغم من أنهما لم يلتقيا قط.
قال أساجيولي: «يفترض التركيب النفسي وجود التحليل النفسي، أو بالأحرى، يشمله كمرحلة أولى وضرورية». مع ذلك، اختلف أساجيولي مع نظريات محددة صاغها سيغموند فرويد اعتبرها محدودة. رفض قبول مادية فرويد واختزاليته وتجاهله للأبعاد الإيجابية للشخصية. أصبح التركيب النفسي أول نهج انبثق من التحليل النفسي، والذي شمل أيضًا الإمكانات الفنية والإيثارية والبطولية للإنسان. كان عمل أساجيولي أكثر انسجامًا مع عمل زميله «المهرطق» في التحليل النفسي كارل يونغ، الذي ربطته به علاقة ودية بدأت عام 1906 واستمرت حتى وفاته. أكد كل من أساجيولي ويونغ على أهمية المستوى الروحي للوجود الإنساني. شارك أساجيولي يونغ فكرة أن الأعراض النفسية يمكن أن تُثار من خلال الديناميكيات الروحية. اعتبر أساجيولي نظريات يونغ الأقرب إلى فهمه للتركيب النفسي. استلهم أساجيولي فكرة التركيب النفسي من سجنه الانفرادي لمدة شهر عام 1940. استغل فترة سجنه لممارسة إرادته العقلية بالتأمل اليومي. خلص إلى أنه استطاع تحويل عقوبته إلى فرصة لاستكشاف ذاته الداخلية.
طوّر أساجيولي علم التركيب النفسي انطلاقًا من أفكاره المبكرة عن «علم النفس التوليدي»، وهو مفهوم استعاره من أفلاطون، ليشير إلى تخصص نظري وعملي. كتب عن موضوع «علم نفس قوى الأفكار وعلم النفس التوليدي» في مجلة علم النفس التطبيقي عام 1909، وطوّر فكره حتى نُشر «علم النفس التوليدي» علنًا في كتيبه الصادر عام 1927 بعنوان منهج جديد للشفاء: التركيب النفسي. أصبح هذا التخصص الواسع جوهر عمله في علم النفس طوال حياته. أسس مراكز لتعليم وتدريب التوليف النفسي في روما وفلورنسا، ودعم إنشاء مثل هذه المراكز في أوروبا وأمريكا الشمالية وأماكن أخرى.

### مقابلة مجلة سايكولوجي توداي
في عدد ديسمبر 1974 من مجلة سايكولوجي توداي، أجرى سام كين مقابلة مع أساجيولي، وناقش أساجيولي الاختلافات بين التحليل النفسي الفرويدي والتركيب النفسي:
نُولي اهتمامًا أكبر بكثير لللاوعي الأعلى ولتطور الذات المتجاوزة للشخصية. قال فرويد في إحدى رسائله: «أنا مهتم فقط بأساس الإنسان». يهتم التركيب النفسي بالبناء ككل. نسعى لبناء مصعد يُمكّن الإنسان من الوصول إلى جميع مستويات شخصيته. ففي النهاية، بناءٌ بقبو فقط محدودٌ للغاية. نريد أن نفتح شرفةً حيث يُمكنك الاستمتاع بأشعة الشمس أو النظر إلى النجوم. ينصبُّ اهتمامنا على تركيب جميع جوانب الشخصية. هذا يعني أن التركيب النفسي شاملٌ وكلي. إنه لا يُعارض التحليل النفسي أو حتى تعديل السلوك، ولكنه يُصرّ على أن الحاجة إلى المعنى، والقيم العليا، والحياة الروحية، حقيقيةٌ تمامًا كالحاجات البيولوجية أو الاجتماعية. نُنكر وجود أي مشاكل إنسانية مُنعزلة.
أشار أساجيولي إلى أن كارل يونغ، «من بين جميع المعالجين النفسيين المعاصرين، هو الأقرب من الناحية النظرية والتطبيقية إلى نظرية التركيب النفسي»، ثم توسع أكثر في أوجه التشابه بين آرائه ونظرية يونغ:
في ممارسة العلاج، نتفق على رفض «النظرية المرضية»، أي التركيز على المظاهر والأعراض المرضية لما يُفترض أنه «مرض» نفسي. نعتبر الإنسان كائنًا سليمًا في جوهره، وقد يُصاب بخلل مؤقت. تسعى الطبيعة دائمًا إلى إعادة التوازن، ويسود مبدأ التوليف في النفس. لا وجود للأضداد المتعارضة. مهمة العلاج هي مساعدة الفرد على تحويل شخصيته ودمج التناقضات الظاهرة. شددتُ أنا ويونغ على ضرورة أن يُطور الشخص الوظائف النفسية العليا، أي البُعد الروحي.
كما سلط الضوء على الاختلافات بين عمل يونغ والتركيب النفسي:
ربما تكون أفضل طريقة لتوضيح اختلافاتنا هي من خلال رسم تخطيطي للوظائف النفسية. يميز يونغ بين أربع وظائف: الإحساس والشعور والفكر والحدس. يقول التركيب النفسي أن وظائف يونغ الأربع لا تقدم وصفًا كاملًا للحياة النفسية. يمكن تصور وجهة نظرنا على هذا النحو: نعتقد أن الخيال الخارجي أو الخيال هو وظيفة متميزة. هناك أيضًا مجموعة من الوظائف التي تدفعنا نحو العمل في العالم الخارجي. تشمل هذه المجموعة الغرائز، والميول، والدوافع، والرغبات، والتطلعات. هنا نصل إلى أحد الأسس المركزية للتركيب النفسي: هناك فرق جوهري بين الدوافع والاندفاعات والرغبات والإرادة. في الحالة الإنسانية هناك صراعات متكررة بين الرغبة والإرادة. سنضع الإرادة في موقع مركزي في قلب الوعي الذاتي أو الأنا.